# 井手雅人
井手 雅人（いで まさと、1920年1月1日 - 1989年7月17日）は、日本の脚本家、小説家。

## 人物
佐賀県佐賀市出身。豊島師範学校本科第一部卒業。戦後に小学校教員を務めたのち、1948年に新東宝に入社。長谷川伸に師事して小説を書き、『地の塩』が1953年の第30回直木賞候補になる。
1954年に新東宝を退社し、フリーの脚本家として活動。脚本家としては、単独執筆の『証人の椅子』『ダイナマイトどんどん』『鬼畜』などがキネマ旬報ベストテンなどで評価されているほか、共同脚本の一員として黒澤明監督作品『赤ひげ』『デルス・ウザーラ』『影武者』『乱』などに関わる。
1985年から1989年まで日本シナリオ作家協会常務理事を務めた。

## 脚本作品

### 映画
- さすらいの航路（1951年、監督：中川信夫） - 岸松雄と共同脚本
- 暁の急襲（1951年、監督：春原政久） - 館岡謙之助と共同脚本
- 恋の蘭燈（1951年、監督：佐伯清） - 佐伯清と共同脚本
- 娘十九はまだ純情よ（1952年、監督：毛利正樹）
- サラリーマン喧嘩三代記（1952年、監督：井上梅次） - 井上梅次と共同脚本
- 新馬鹿花合戦（1953年、監督：渡辺邦男） - 松浦健郎と共同脚本
- 絵本猿飛佐助（1953年、監督：森一生）
- 憲兵（1953年、監督：野村浩将）
- 近藤勇 池田屋騒動（1953年、監督：池田菁穂）
- 人形佐七捕物帖 通り魔（1953年、監督：毛利正樹）
- 白鳥の騎士（1953年、監督：組田影造）
- 霧の第三桟橋（1953年、監督：内川清一郎）
- 沓掛時次郎（1954年、監督：佐伯清） - 菊島隆三と共同脚本
- ソ満国境2号作戦 消えた中隊（1955年、監督：三村明） - 原作担当、脚本は菊島隆三・黒澤明
- 獄門帳（1955年、監督：大曾根辰夫）
- 浅草の鬼（1955年、監督：松林宗恵） - 瀬川昌治と共同脚本
- 暴力街（1955年、監督：小林恒夫） - 瀬川昌治と共同脚本
- 君美しく（1955年、監督：中村登） - 瀬川昌治と共同脚本
- 流転（1956年、監督：大曾根辰夫）
- 無法者の島（1956年、監督：枝川弘）
- 鶴八鶴次郎（1956年、監督：大曾根辰夫）
- 顔（1957年、監督：大曾根辰夫） - 瀬川昌治と共同脚本
- 野武士と女（1957年、監督：酒井辰雄）
- 三十六人の乗客（1957年、監督：杉江敏男） - 瀬川昌治と共同脚本
- 大忠臣蔵（1957年、監督：大曾根辰夫）
- 一本刀土俵入（1957年、監督：マキノ雅弘）
- 直八子供旅（1958年、監督：佐々木康）
- 太閤記（1958年、監督：大曾根辰夫）
- 消された刑事（1958年、監督：村山三男） - 原作担当、脚本は下飯坂菊馬
- 点と線（1958年、監督：小林恒夫）
- 埠頭の縄張り（1959年、監督：佐伯清）
- 総会屋錦城 勝負師とその娘（1959年、監督：島耕二）
- 非情都市（1960年、監督：鈴木英夫）
- 暁の翼（1960年、監督：富本壮吉） - 下飯坂菊馬と共同脚本
- 酒と女と槍（1960年、監督：内田吐夢）
- 拳銃野郎に御用心（1960年、監督：瀬川昌治）
- 妻は告白する（1961年、監督：増村保造）
- B・G物語 二十才の設計（1961年、監督：丸山誠治） - 田波靖男と共同脚本
- 野盗風の中を走る（1961年、監督：稲垣浩） - 稲垣浩と共同脚本
- 乾杯!ごきげん野郎（1961年、監督：瀬川昌治）
- 男の歌（1962年、監督：高橋治） - 大河寿雄と共同脚本
- どぶろくの辰（1962年、監督：稲垣浩） - 八住利雄と共同脚本
- 花と竜（1962年、監督：舛田利雄）
- 人斬り市場（1963年、監督：西山正輝）
- 独立機関銃隊未だ射撃中（1963年、監督：谷口千吉）
- 無茶な奴（1964年、監督：島耕二）
- がらくた（1964年、監督：稲垣浩） - 三村伸太郎・稲垣浩と共同脚本
- 五瓣の椿（1964年、監督：野村芳太郎）
- 赤ひげ（1965年、監督：黒澤明） - 小国英雄・菊島隆三・黒澤明と共同脚本
- 証人の椅子（1965年、監督：山本薩夫）
- 望郷と掟（1966年、監督：野村芳太郎）
- 暴れ豪右衛門（1966年、監督：稲垣浩） - 稲垣浩と共同脚本
- 女たちの庭（1967年、監督：野村芳太郎） - 永井素夫と共同脚本
- 喜劇 競馬必勝法（1967年、監督：瀬川昌治） - 瀬川昌治と共同脚本
- 黒部の太陽（1968年、監督：熊井啓） - 熊井啓と共同脚本
- 第50回全国高校野球選手権大会 青春（1968年、監督：市川崑） - 白坂依志夫・伊藤清・谷川俊太郎と共同脚本
- 片足のエース（1971年、監督：池広一夫）
- 喜劇 頑張らなくっちゃ!（1971年、監督：瀬川昌治） - 下飯坂菊馬と共同脚本、原作も担当
- デルス・ウザーラ（1975年、監督：黒澤明） - 黒澤明、ユーリー・ナギービンと共同脚本 ※ノンクレジット
- アサンテ サーナ（1975年、監督：谷口千吉）
- アラスカ物語（1977年、監督：堀川弘通）
- 鬼畜（1978年、監督：野村芳太郎）
- ダイナマイトどんどん（1978年、監督：岡本喜八）
- 影武者（1980年、監督：黒澤明） - 黒澤明と共同脚本
- わるいやつら（1980年、監督：野村芳太郎）
- 震える舌（1980年、監督：野村芳太郎）
- 海峡（1982年、監督：森谷司郎） - 森谷司郎と共同脚本
- きつね（1983年、監督：仲倉重郎）
- 乱（1985年、監督：黒澤明） - 黒澤明・小國英雄と共同脚本
- 白い野望（1986年、監督：出目昌伸）
- 次郎物語（1987年、監督：森川時久）
- 女殺油地獄（1992年、監督：五社英雄）

### テレビドラマ
- ダイヤル110番 第282話 （1963年2月10日、日本テレビ）
- 田舎医者（1965年、日本テレビ）
- 渥美清の泣いてたまるか 第13話（1966年、TBS）
- われら弁護士 第6話（1968年、日本テレビ）
- 検事霧島三郎（1969年、日本テレビ）
- 鬼平犯科帳（NET）
  - 第1シリーズ 第3・6・8・11・27・30・32・48話（1969年-1970年）
  - 第2シリーズ 第13・26話（1971年-1972年）
- 大いなる旅路（1972年、日本テレビ）
- 剣客商売 第6・14・15・17・22話（1973年、フジテレビ）
- おしどり右京捕物車 第7話（1974年、テレビ朝日）
- 子連れ狼（日本テレビ）
  - 第二部 第3・5・6話（1974年）
  - 第三部 第2話（1976年）
- 鬼平犯科帳 第4・7・10・16・20・21話（1975年、NET）
- 鬼平犯科帳（テレビ朝日）
  - 第1シリーズ 第1・5・8・9・10・19話（1980年）
  - 第2シリーズ 第2・9話（1981年）
- * 第3シリーズ 第4・17・19話（1982年）
- 妻は告白する（1983年）

## 著書
- 井出雅人『人とシナリオ』（1991年、シナリオ作家協会）